# Letis specularis
Letis specularis är en fjärilsart som beskrevs av Jacob Hübner 1821. Letis specularis ingår i släktet Letis och familjen nattflyn. Inga underarter finns listade i Catalogue of Life.